# Giuliana Pistoso
Giuliana Pistoso (Verona, 23 dicembre 1923 – Verona, 26 dicembre 2005) è stata una scrittrice e editrice italiana oltre che fondatrice di SEL, importante rivista internazionale di studi epigrafici e linguistici del Vicino Oriente Antico.

## Biografia
Nata a Verona nel 1923, Giuliana Bonardi Pistoso si era laureata a Padova in Giurisprudenza. Tuttavia, alla carriera di avvocato preferì presto quella di scrittrice. Divenuta giornalista presso alcune riviste della Rizzoli, cominciò la sua carriera scrivendo romanzi rosa. In seguito, scrisse per la Mondadori alcune biografie di personaggi storici (Grandi Regine,Donne qualunque nel tempo). Proprio la sua passione per la storia la portò a diventare un'importante esperta della Rivoluzione francese e, in particolare, della figura di Robespierre. A quest'ultimo sono dedicate le opere Robespierre, la coscienza della Rivoluzione, La scalata al cielo, che raccoglie tutti i discorsi del leader della Rivoluzione, e il testo teatrale Un uomo chiamato Robespierre.
La Pistoso era, inoltre, una profonda conoscitrice di storia delle religioni. Oltre ad aver condotto personalmente alcune ricerche, nel 1983 fondò SEL, rivista di studi epigrafici e linguistici del Vicino Oriente Antico, che presto si affermò anche a livello internazionale.
Molto importante, a questo proposito, la pubblicazione, nel 1998, di Erodiade e Gesù, un saggio nel quale l'autrice rilegge, in chiave del tutto personale, i libri storici dell'Antico Testamento, confrontandoli, in particolare, con antiche forme di culto nate nel Medio e Vicino Oriente.
Dei libri scritti dalla Pistoso, solo uno, Confessioni di una piccola italiana, fu pubblicato, in forma anonima, presso la sua casa editrice, la Essedue Edizioni. Gli altri vennero pubblicati, invece, dalla Luciana Tufani Editrice. Da ricordare, in particolare,Storie inquiete e disorientate (1996), seguito ideale di Confessioni di una piccola italiana, Erodiade e Gesù (1998) e Il fagiano dorato 
(2001), in cui narra la sua storia d'amore con il marito.

## La Essedue Edizioni
Nel 1981, la Pistoso fondò a Verona una propria casa editrice, la Essedue Edizioni, a oggi una delle più importanti case editrici femministe italiane. Oltre alla narrativa e alla saggistica, essa dà ampio spazio alle memorie e alla letteratura epistolare femminili, rimaste per secoli inedite. Fu proprio la Essedue a pubblicare per prima autrici dimenticate, come Elizabeth Bowen (È morta Mabelle, La casa a Parigi) e Gertrud Kolmar (Il gallo nero, Susanna e Notte, tradotto dalla stessa Giuliana Pistoso).
La Essedue ha pubblicato, inoltre, diversi saggi di storia delle donne scritti, in particolare, da autrici italiane e francesi. Su tutte, si ricordano Christiane Dufracantel (La storia senza qualità), Jacqueline De Romilly (La coperta della libertà nella Grecia antica) e Marina Milani (Piccole storie di stregoneria nella Venezia del '500). Sempre con la Essedue, Rossela Irti pubblicò Pilla, la biografia di Paolina Leopardi, e Marina Mizzau la sua raccolta di racconti Come i delfini. Da ricordare, infine, la pubblicazione, nel 1986, di L'infinito singolare di Patrizia Violi, il primo testo di linguistica italiana a occuparsi della non neutralità della lingua in un'ottica di genere.

## Opere
- Robespierre, la coscienza della rivoluzione, Mondadori, Milano, 1973
- Donne qualunque nel tempo, Nardini Editore, Firenze, 1974
- Grandi regine, Mondadori, Milano, 1974
- La comune di Parigi, Mondadori, Milano, 1978
- Confessioni di una piccola italiana, Essedue Edizioni, Verona, 1983
- Un uomo chiamato Robespierre, 1994, testo teatrale
- Storie inquiete e disorientate, Luciana Tufani Editrice, Ferrara, 1996
- Erodiade e Gesù, Luciana Tufani Editrice, Ferrara, 1998
- Il fagiano dorato, Luciana Tufani Editrice, Ferrara, 2001